# Laboratoire national Risø

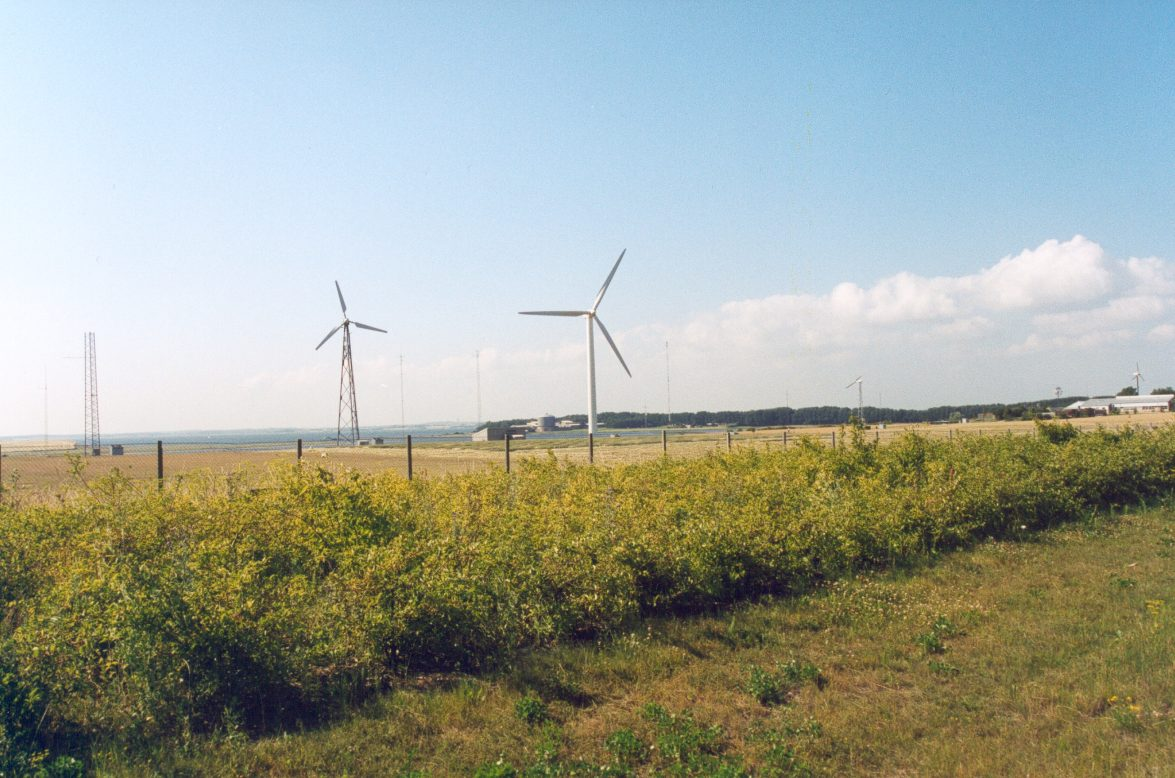
Risø avec les éoliennes, et le réacteur nucléaire en fond.

Le laboratoire national de Risø (devenu Risø DTU), au Danemark, fut fondé en 1956 et inauguré en 1958 entre autres par le célèbre physicien nucléaire danois Niels Bohr (l'institut a failli en porter le nom) pour « une utilisation pacifique de l'énergie nucléaire ». C'est un peu l'équivalent du Commissariat à l'énergie atomique français.
Il a vu se construire un réacteur nucléaire expérimental qui a attiré autour de lui de nombreuses autres activités scientifiques : études des vents et courants marins (pour étudier l'impact qu'aurait un relâchement de radioactivité) puis l'étude de l'énergie éolienne, et d'autres formes d'énergies et de recherches scientifiques appliquées.
Depuis janvier 2007, Risø est rattaché à l'université technique du Danemark (DTU), et son nom officiel abrégé est « Risø DTU ».

## Situation géographique
L'institut de recherche Risø est situé sur une petite presqu'île au bord du fjord de Roskilde, à quelques minutes au nord de Roskilde, ville danoise à une soixantaine de kilomètres de Copenhague sur l'île de Sjælland. Il occupe plus de 260 hectares de terrain, et reprend le nom d'une ancienne ferme sur le même site.

## Histoire

### Les origines
Dès décembre 1955, peu après le discours du président des États-Unis Eisenhower aux Nations unies en décembre 1953, le parlement danois avait décidé de la création d'une commission à l'énergie atomique, composée de scientifiques, de représentants industriels et commerciaux divers, mais sans représentant gouvernemental. C'est le ministre des Finances danois Viggo Kampmann qui lança l'initiative.
Parmi les motivations, la vision que la modernisation du Danemark se ferait par l'industrialisation, et le manque de sources d'énergie (peu de ressources fossiles) tinrent une place importante. Un groupe de prospection d'applications nucléaires industrielles civiles fut nommé en février 1954 et composé de trois professeurs en physique (Niels Bohr, J.C. Jacobsen, Thorkild Bjerge) et d'un consultant (Haldor Topsøe).
L'équivalent (estimation 1995) de plus de 200 millions d'euros ont été alloués de 1956 à 1963 pour l'embauche du personnel et l'édification du site.
Hans Henrik Koch joua un rôle central dans l'administration de Risø à ses débuts. Plusieurs départements de recherche furent lancés : chimie, physique, électronique, agronomie, physique sanitaire et ingénierie des réacteurs. Le Groenland fut la source principale d'uranium.

### Vers l'abandon du nucléaire
Dès 1960, des voix s'élèvent à propos des sommes importantes allouées pour Risø, surtout en comparaison avec les autres institutions de recherche danoises.
Les partenaires industriels se font plus sceptiques, surtout parmi les acteurs du secteur énergétique qui voient dans Risø le risque de perdre de leur influence.
En février 1963, quelques mois après la mort de Niels Bohr, il fut décidé par une association officielle danoise (en danois Danske Elværkers Forening, ou DEF) que la construction d'une centrale nucléaire au Danemark n'était plus à l'ordre du jour, principalement à cause de l'investissement nécessaire par rapport à l'énergie fossile. Dès lors, Risø devrait se tourner vers la recherche et développement industrielle.
Par exemple, le département d'électronique se tourna vers la recherche en interfaces homme-machine et les sciences cognitives, notamment pour les salles de contrôles. Le réacteur nucléaire se mit à collaborer avec le milieu hospitalier, à des fins de stérilisation des outils médicaux. La recherche en physique nucléaire fondamentale continua néanmoins.
Le choc pétrolier de 1973 réamorça temporairement l'idée d'introduction de l'énergie nucléaire au Danemark.

### Un nouveau souffle
Dès 1975, des expériences sur les éoliennes furent menées, supportées par un intérêt croissant dans les énergies renouvelables, et complétées en 1978 par le développement de la météorologie. Cela fut un nouveau souffle pour Risø, de même que le démarrage des recherches en biologie moléculaire.
En 1985, cette orientation fut confortée par la décision des politiques de supprimer l'énergie nucléaire des plans de développement danois. L'arrêt des installations nucléaires à Risø commença en 2000, et en septembre 2003, la responsabilité de ces équipements fut transférée à un nouveau groupe de démantèlement (Dansk Dekommissionering).
Le laboratoire travaille aussi sur de nouvelles possibilités de stockage de l'électricité, dont via une île-réservoir conçue comme station de transfert d'énergie par pompage, de 3,3 km2 d'une capacité de stockage/production de 2,75 GWh (équivalent à 24 heures de besoins électrique pour Copenhague. Selon François Lempérière, président de l'ONG Hydrocoop, « le surcoût total lié au stockage sera inférieur à 2 centimes d'euro par kWh d'énergie intermittente utilisée, y compris la perte d’énergie au stockage ».

### Actualité
Après l'arrêt du réacteur expérimental, les recherches du laboratoire ne concernent donc désormais presque plus le nucléaire (sauf des projets en rapport avec les tokamaks), et sont maintenant orientées vers l'énergie éolienne (qui font sa réputation), les piles à combustible, mais aussi les facteurs humains, les polymères, l'optique, etc.
En 2004, le centre regroupait environ 700 employés, divisés en plusieurs départements :
- polymères ;
- matériaux ;
- radiations ;
- optique et plasma ;
- plantes ;
- analyse des systèmes ;
- énergie éolienne.

En janvier 2007, Risø a fusionné avec d'autres centres de recherche sous l'égide de l'université technique du Danemark. Depuis janvier 2012, le laboratoire a subi une réorganisation de l'université, se divisant en DTU Energy Conversion, DTU Nutech et DTU Wind Energy, qui sont des laboratoires issus de la fusion avec d'autres laboratoires de l'université.